# Isla Grande (Sergipe)
La Isla Grande o Isla Grande de San Cristóbal (en portugués: Ilha Grande; Ilha Grande de São Cristóvão) es una isla situada en la ciudad brasileña de São Cristóvão, en el estado de Sergipe, exactamente en el estuario del río Vaza-Barris, cerca de su desembocadura en el Océano Atlántico.
Tiene una población estimada de sesenta personas, que viven principalmente de la pesca en el río y de la agricultura de subsistencia basada en la producción de mangos que se da entre los meses de diciembre, enero, febrero y sigue hasta finales de marzo.
No tiene electricidad ni sanidad pública. Su único medio de transporte es a través del agua entre la isla y el continente, el poblado de Pedreiras, está lejos de la ciudad capital, siete kilómetros por carretera desde Piçarra.